# Echinorhinidae
Echinorhinidae é uma família de tubarões squaliformes com apenas um género Echinorhinus e duas espécies: Peixe-prego (Echinorhinus brucus) e Echinorhinus cookei.
O grupo é constituido por tubarões demersais, típicos de grande profundidade, de focinho curto e pouco conhecidos.
O nome da família, Echinorhinidae, vem do grego echinos (ouriço-do-mar) + rhinos (nariz).